# Gruta de San Biagio
La Grotta di San Biagio (de l'italià; Gruta de Sant Blai), també coneguda com ipogeo dei Santi Giasone e Mauro (de l'italià; hipogeu dels sants Jasó i Maure), va ser un temple pagà, un cementiri paleocristià, un oratori benedictí i una església catòlica de Castellammare di Stabia. Al seu interior es conserva un cicle de frescos d'estil romà d'Orient i longobard.

## Història
Probablement per a la construcció de les vil·les romanes de l'antiga Estàbia es va començar a extreure tuf dels vessants del turó de Varano, formant una sèrie de cinc cavitats. Una d'aquestes, que després prendria el nom de Grotta di San Biagio (Gruta de Sant Blai), ja en l'època romana va assumir un altre paper. De fet, segons Rosania, un patrici que va viure al segle xvii, la gruta es va convertir en un temple dedicat a Plutó i a l'interior hi havia un oracle dedicat al déu, però falten certs elements per afirmar aquesta tesi. És possible que la gruta fos un temple dedicat a una divinitat pagana, ja que amb l'arribada dels benedictins, aquests la van consagrar al culte de Sant Miquel.
Entre els segles v i vii, la gruta es va convertir en un cementiri paleocristià. Probablement pertanyia a una família noble que tenia una vil·la al territori d'Estàbia, els quals van enterrar a l'interior, després de la conversió al cristianisme, no només les restes mortals dels membres de la família sino també d'altres persones. Tanmateix, l'existència del paganisme a la zona entre els segles vi i vii ha quedat constatat, ja que prop de la gruta es va trobar una làpida que data d'aquella època, que diu el següent:
| « | (llatí) HIC REQUIESCIT REDIMTS, SERBUS DEI QUI CON CUNIUGE SUA BAR, BARA CONBERSI SUNT TOLLENDO ROSTINAS, DE SUPER IPSA ORATURIA QUI VIXIT ANNOS XXX | (català) Aquí descansa Redimito, servent de Déu, qui es va convertir juntament amb la seva dona Bàrbara, erradicant la mala planta d'aquest oratori, i que va viure trenta anys. | » |

La transformació de la gruta de temple pagà a cementiri paleocristià s'atribuiria, doncs, precisament a la conversió d'aquest matrimoni. Entre els segles v i vi es va realitzar un primer cicle pictòric.
Amb l'arribada dels benedictins a Estàbia, en una data entre els segles vi i viii, van transformar el cementiri en oratori, i al seu interior es va establir el culte a Sant Miquel, estenent la seva veneració a la ciutat; probablement un monjo francès anomenat Bernardo, que tornava d'un viatge a Terra Santa l'any 870, va proposar visitar els tres santuaris més importants dedicats a sant Miquel, inclòs el de Monte Aureo, però això es va limitar a visitar la gruta, qualificant-la de profunda i prou fosca com per necessitar torxes per entrar. Els benedictins també utilitzaven la gruta per enterrar els seus germans; els cossos es col·locaven en tombes de maó disposades de baix cap amunt i un cop acabat l'espai es tapiava l'entrada. La gruta de San Biagio es troba entre els llocs indicats com a sepultura de San Catello, que va morir al segle vii però el seu cos no s'ha trobat mai. Entre els segles x i xi es va reforçar amb arcs, es van tancar les galeries laterals i es va realitzar un nou cicle pictòric. En aquesta època els voltants van ser poc habitats; els monjos, propietaris de la terra, van recuperar la zona fent-la de nou fèrtil i, sobretot, quan les llogaven, van imposar que les terres fossin recuperades i conreades.
Entre els segles xi i xii, segons mossèn Francesco Di Capua, la gruta va ser consagrada als sants Jasó i Maure (Giasone i Mauro), germans martiritzats al segle iii, que es van incorporar al culte de Sant Miquel (San Michele). També en aquest període va esdevenir el destí de processons, com la del 25 d'abril per propiciar la verema, al juliol amb motiu de la festivitat dels Sants Jasó i Maure, mentre que al novembre els monjos oferien un dinar al bisbe, al Capítol i el clergat per renovar l'estreta amistat entre les dues parts per contrarestar les invasions i fer de nou les terres fèrtils. En un document del segle xiv, l'oratori torna a ser descrit com una església dedicada als sants Jasó i Maure; el nom Iasone ja no es va utilitzar en els segles següents i va ser interpretat erròniament com Biagio (Blai). La cova va ser abandonada pels benedictins entre els segles xvi i xvii.
Al segle xvii es va confiar a la confraria de carders de llana, els anomenats carminatores, que s'aplegaven en forma de congregació. Els carminatores tenien Sant Blai (San Biagio) com a protector. L'any 2007, durant la neteja de la gruta, es van trobar fragments d'una estàtua, que posteriorment van ser muntats i exposats al Museu diocesà sorrentí-estabià. L'estàtua, probablement Sant Blai, potser va servir per decorar l'enterrament d'un germà.
Seguint una creença popular que indicava la gruta de San Biagio com un possible lloc on s'amagava un tresor, es van desfigurar les estructures i els frescos, així com es van profanar les tombes. Es va convertir en lloc de trobada de delinqüents i vagabunds. L'any 1695, a instàncies del bisbe Annibale di Pietropaolo, la gruta fou tancada i el culte de San Biagio va ser traslladat a la catedral.
Al segle xix s'utilitzava com a dipòsit de pólvora. A finals del segle xix, Giuseppe Cosenza va escriure una monografia sobre l'hipogeu. Posteriorment, altres estudis els va fer mossèn Francesco di Capua, inspector honorari d'Antiguitats i Belles Arts.
El juny de 1949, Libero D'Orsi va ser nomenat inspector honorari, i a les set del matí del 9 de gener de 1950, juntament amb un conserge i un mecànic a l'atur, va iniciar les primeres investigacions sistemàtiques de la gruta. Les exploracions van permetre descobrir sepultures cristianes, cobertes amb rajoles romanes i paleocristianes, a l'interior de les quals es van trobar esquelets però no els aixovars. Es va concloure que tot el pis i els passadissos laterals eren un cementeri; de les primeres excavacions van sorgir un gran nombre d'ossos de manera que D'Orsi escriu:
| «                                              | Quan entro, una mitja calavera em mira fixament amb els seus ulls, i més que espantar-me, sembla que em fa por. | » |
| — Libero D'Orsi, Come ritrovai l'antica Stabia | |   |

D'un passadís, Libero D'Orsi el descriu com un centenar de metres de llargada, amb la volta esfondrada i els ossos disposats a granel, i que després va haver de renunciar a l'exploració per manca d'oxigen.
Aleshores es van traslladar les investigacions a l'exterior; es va intentar arribar al sòl romà, que al llarg dels segles va quedar soterrat sota una manta de restes volcàniques i al·luvials. Gràcies a la compra de material útil per a les exploracions, amb una despesa d'unes setanta mil lires, es van iniciar els treballs, i durant l'excavació es van trobar peces d'estuc i pedres adequades per a la realització de l'opus reticulatum que després es va descobrir que provenien d'una part esfondrada del turó sobre el qual es va situar Vil·la Ariadna. A una distància de 5 metres de la porta d'entrada i a 4 de profunditat, entre el 19 i el 21 de gener de 1950, es va trobar una tomba, posteriorment confirmada com a protocristiana, amb una longitud de 2 metres. Oberta amb la presència d'Alfonso D'Avino (ajudant del Superintendent) i la doctora Olga Elia (directora de les excavacions de Pompeia), es van trobar a l'interior dos esquelets humans. A 2 metres de l'entrada, a 80 centímetres de profunditat, es va trobar un llindar de marbre serpentejant i, més avall, dues tombes que no es van obrir. Les investigacions van durar poc més d'un mes i van acabar el 14 de febrer de 1950, quan es va cavar una trinxera de 2 metres de llarg per 3 d'ample, no lluny del camp de tir, però sense cap descoberta: Libero D'Orsi va traslladar les seves excavacions al turó de Varano on va treure a la llum les vil·les de l'antiga Stabia. L'any 1970 es van identificar exteriorment quatre coves més, però mai van ser explorades i van ser tapiades amb formigó.

## Descripció

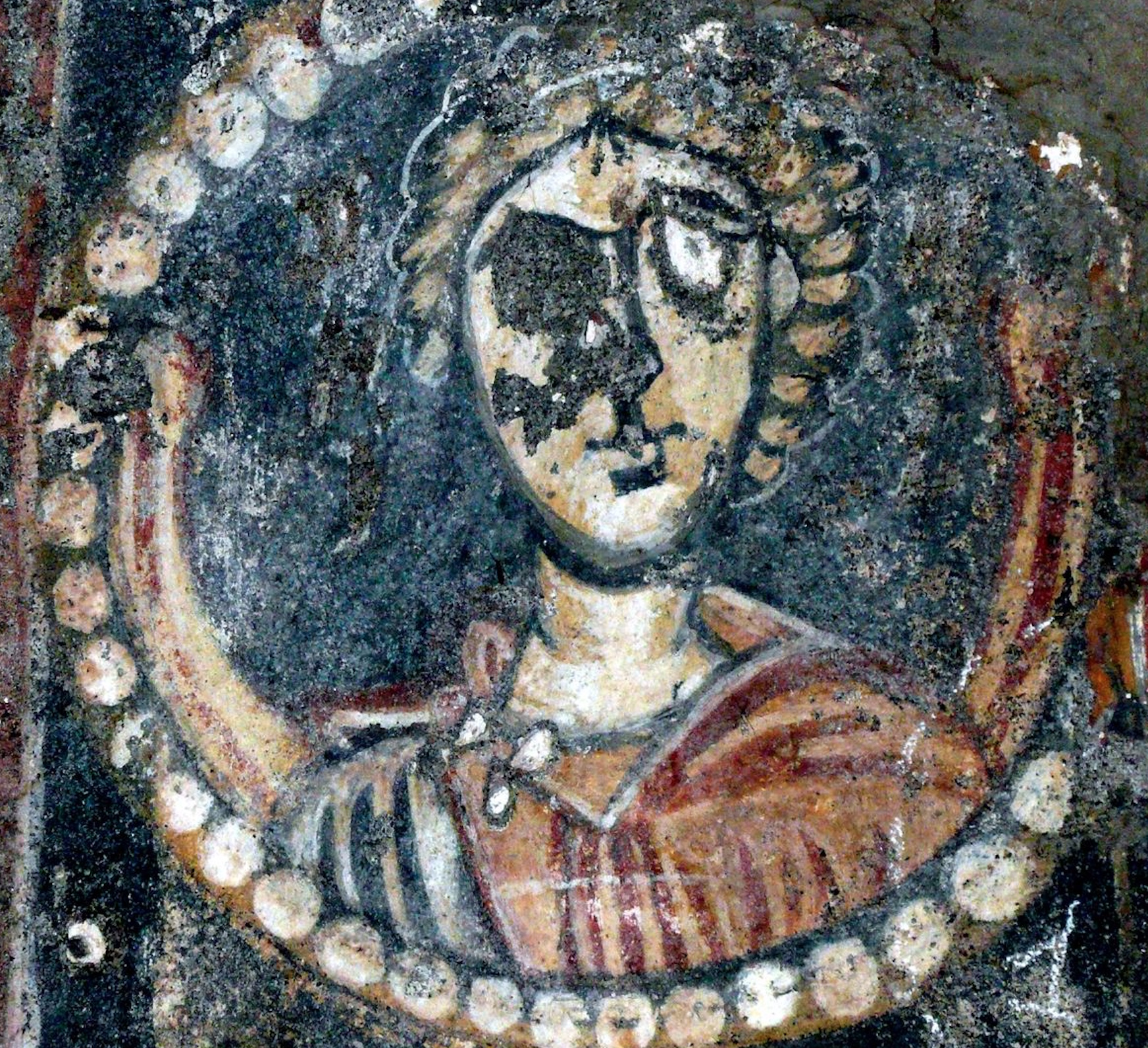
Representació de l'arcàngel Uriel

La gruta de Sant Blai es troba als peus del turó de Varano, sota la vil·la romana coneguda com Ariadna. En l'antiguitat dominava l'antic camí que unia Estàbia amb Nocera.
En un gravat amb burí de 1750 fet per Pio Tommaso Milante per a De Stabiis, Stabiana Ecclesia et Episcopis eius, es pot veure la gruta tal com devia ser a mitjans del segle xviii, és a dir, amb una volta de canó, un altar al fons de la gruta, tres altars a cada costat, una entrada amb un arc i un seient al costat, tots fets d'opus reticulatum. Originàriament l'accés a la gruta era a través d'un arc de pedra i no hi havia porta protectora; posteriorment l'arc es va tapiar i a l'entrada, sota el bisbe Ippolito Riva, es va col·locar una porta de fusta.
L'interior de la cova, que es troba cinc metres més avall que el nivell de la carretera i fa 33 metres de llargada per 3 d'amplada, està dividida en tres parts: atri, nau i absis.
L'atri té forma rectangular i mesura 6 metres de llarg per 2,90 d'amplada, i està sostingut per arcs de tuf. A la paret de l'esquerra hi ha tres petites fornícules, mentre que a la de la dreta només una i la seva funció probablement era la d'allotjar les llànties d'oli que il·luminaven l'entorn o objectes funeraris o, com hipòtesi molt remota, eren sepultures infantils. En aquesta sala es van trobar restes de frescos d'estil giottesc amb temes franciscans: al costat esquerre es distingeix Jesús i un nen (potser un àngel), i un sant franciscà (presumiblement sant Francesc), mentre que al costat dret de la porta hi ha dues figures encara no identificades, una de les quals amb la palma del martiri.
La nau fa 14 metres de llarg per 3 d'ample i té quatre nínxols a cada costat, que tendeixen a disminuir a mesura que s'endinsa. Al costat dret no hi ha frescos, sinó només guix blanc, una inscripció llatina sobre un arc caracteritzat per lletres blanques sobre fons vermell, encara que és il·legible pel desgast provocat pel temps, i grafits, on hi ha els noms de Michele i Mauro, mentre que d'altres encara estan per desxifrar. En canvi, el mur esquerre conserva restes de frescos. Al primer arc, sota la volta, hi ha cinc medallons pintats al fresc, és a dir, al centre, el cap de Jesús amb el nimbe de la creu, als costats els busts de San Miquel (San Michele) i San Rafel (San Raffaele), i als extrems dos àngels, tots dos amb cabells llargs i ales grogues, un d'ells ha estat identificat com Uriel. A la part baixa del costat dret de l'arc hi ha la representació de Sant Maure, amb tonsura i vestit de bisbe, a la mà una diadema de pedres precioses i al fons set ratlles pintades, segons el costum romà d'Orient, alternant-se vermell i groc. Al centre hi ha el fresc de Sancta Tinniabula. Aquesta denominació prové del nom pintat al costat de la figura, és a dir, Tinniabul, però en realitat no es coneix cap santa anomenada així i, si realment existís, el seu culte es trobaria només a la gruta de Sant Blai (presumiblement el fresc del nom pertany a una capa de pintura i datació diferent de la de la representació i, per tant, no estarien relacionats; la figura té un pal·li i estola amb perles blanques i grogues, un vel que baixa del cap que arriba a les espatlles i una diadema descansa sobre els seus genolls. Són les pintures més antigues de la gruta, tot i que a sota es poden veure les restes de frescos encara més antics; de fet, es pot veure un cabell ros envoltat d'un halo que data al segle iv o v.. A l'arc inferior hi ha Sant Jasó (San Giasone), amb la corona del martiri al cap, i Sant Maure (San Mauro). Aquests frescos es remunten al segle viii i si bé s'ha perdut la inscripció per al primer, es conserva per al segon. Entre el primer i el segon arc hi ha frescos a mida natural de Sant Joan Evangelista i Santa Brígida, tots dos datats dels segles xi o xii: Sant Joan té la cara ovalada amb els ulls foscos, una túnica blanca i un rotllo a la mà, mentre Santa Brígida amb el cap amb un vel, estén els braços amb les mans obertes i vestit monàstic amb capa vermella. Al segon i tercer arc, així entre la maçoneria que els separa, no hi ha pintures. A la part central, entre el tercer i el quart arc, es representa Sant Miquel, datat del segle xii i a mida natural, amb una inscripció en lletres blanques als costats del cap que porta el nom de Michael i al fons compartiments rectangulars en vermell i verd; la figura té una cara ovalada, un halo groc i vermell, cabell arrissat ros, ulls foscos, ales grogues i blanques i una túnica blanca, una capa groga amb ratlles vermelles, tancada als costats per un cinturó, sandàlies als peus i a la mà esquerra porta un globus verd on es poden llegir lletres i a la dreta el bastó de la creu o, més precisament, el bordone (el bastó dels pelegrins). A la volta del quart arc es representa la Mà de Déu en un medalló, mentre que als costats, a un costat, Sant Joan Baptista, de cabell gruixut, barba negra, ulls grans, nas prim, vestit d'una túnica groga amb ratlles blaves i capa de pèl de camell i porta a la mà esquerra un rotllo on es llegeix la inscripció qui habet sponsam, sponsus est, mentre que als laterals del cap les inscripcions SCS i IOHS. D'altra banda, la figura molt malmesa de Sant Pere, vestit amb túnica verda i capa de ratlles vermelles; ambdues pintures porten la inscripció amb el nom del sant a prop. A la part inferior de l'arc hi ha la Mare de Déu amb el Nen; està asseguda en un tron decorat amb botons, amb un coixí verd i groc amb ratlles vermelles i l'esquena coberta amb un drap groc on es formen plecs subratllats per línies vermelles. La Mare de Déu porta una túnica groga, mànigues blaves i braçalets d'or als canells acabats amb pedres precioses i, al cap, emmarcada per un halo taronja, una corona romana d'Orient de la qual cau un drap verd que li cobreix les espatlles; els seus peus estan col·locats sobre un tamboret i amb les dues mans suporta el nen Jesús, mentre que a la dreta porta un ceptre. Jesús té un halo al voltant del seu cap i va vestit de groc i cobert amb un mantell vermell; a la mà esquerra té un rotllo plegat mentre que amb la dreta beneeix; es veien quatre dits però, en realitat, el dit anular està unit al polze, típic de la benedicció grega. El fons de la representació és de color verd i groc; tots els frescos de l'arc daten del segle xii. Tot seguit segueix una paret on hi ha Sant Benet (San Benedetto) i Sant Renat (San Renato) pintats al fresc, tots dos amb la inscripció del nom del sant i datats de finals del segle x o principis del segle xi; Sant Benet porta caputxa, porta un hàbit monàstic i a les mans porta un llibre, i als seus peus s'hi pot llegir la inscripció Ego Iohannis humilis monachus feci, probablement un monjo anomenat Giovanni, qui va encarregar el quadre durant la seva visita a la gruta i representat com un petit donant al costat oposat de la inscripció, mentre que sant Renat té barba blanca i vestuari amb vestidures episcopals. El culte a Sant Renat, bisbe de Sorrento, es justifica pel fet que l'oratori podria haver pertangut al monestir benedictí de Sorrento. En definitiva, pel que fa a les pintures, segons alguns estudiosos la més antiga data del segle x i la més recent del segle xi, mentre que segons altres la més antiga data del segle xi. Probablement els frescos van del segle ix al x. Aquestes pintures poden estar inspirades en els monestirs benedictins que hi havia a Nàpols, que estaven en contacte amb el món romà d'Orient.
L'absis s'eleva uns 50 cm respecte a la nau. Aquesta antigament estava coberta de marbre, totalment retirat, i a la part inferior hi havia representada una Mare de Déu, avui perduda. Les úniques pintures que es conserven són cinc clipei sobre la zona de l'altar, datades del segle ix. Al mig hi ha el bust del Salvador amb les lletres gregues alfa i omega, en el primer a la dreta l'arcàngel Gabriel, en el segon s'ha perdut i potser contenia una representació de Sant Rafael, al segon a l'esquerra Sant Miquel amb un bàcul o bastó, mentre que el primer de l'esquerra, l'únic que no porta la inscripció, representa, notablement reduït en comparació amb com era originàriament per deixar-la entrar al clipeu, un home amb una barba blanca punxeguda i amb un omofori, sens dubte un bisbe que probablement podria ser sant Pere o sant Renat; sota el vestit hi ha una creu tau, que es va identificar erròniament com a part del nom de Renat, mentre que altres han identificat la figura amb la de San Catello ja que hi ha dues lletres, a saber, una S i una C. A la part inferior de l'absis hi havia un altar amb columnes de marbre, que s'ha perdut, i sota un sepulcre dins del qual es van trobar ampolles que contenien líquids perfumats.
A l'hipogeu hi ha altres cavitats. A la nau, després del segon arc de l'esquerra, hi ha una sala quasi circular amb terra coberta de guix i maons i d'aquesta es bifurquen altres dos passadissos, de forma irregular, farcit de material resultant i connectat amb un entorn proper a l'absis. Des de la mateixa sala s'obre un altre passadís que es va fent cada cop més baix a mesura que s'avança; tallat de manera precisa, es creu que podria arribar al pont de Sant Marc. Prop de l'absis hi ha una sala quadrada i al seu costat un deambulatori rectangular d'una longitud de 7,20 metres, cobert amb guix i en el qual hi ha fosses. A la dreta de l'absis, passat un arc de pedra, hi ha un passadís de 4 metres de llarg que porta a una cambra també caracteritzada per arcosolis i enterraments. Aquestes estances i passadissos s'utilitzaven llavors per als enterraments i un cop esgotat l'espai disponible es van tapiar.